# D-dur

Znaki chromatyczne w gamie D-dur

Diagram akordu D-dur dla gitary

D-dur – majorowa skala muzyczna, której toniką jest dźwięk d. Jej dźwięki to: d, e, fis, g, a, h, cis. Tonacja D-dur zawiera dwa krzyżyki.
| Gama D-dur zapisana za pomocą przygodnych znaków chromatycznych | Audio playback is not supported in your browser. You can download the audio file.                                                                                     |
| Gama D-dur zapisana za pomocą znaków przykluczowych             | \relative c'{ \key d \major \override Staff.TimeSignature #'stencil = ##f \cadenzaOn d1 e fis g a b cis d \cadenzaOff } \addlyrics { \small { d e fis g a h cis d } } |

Równoległą tonacją molową/minorową jest h-moll, jednoimienną molową – d-moll.
D-dur to również akord, zbudowany z pierwszego (d), trzeciego (fis) i piątego (a) stopnia gamy D-dur. 
| Akord D-dur | Audio playback is not supported in your browser. You can download the audio file. |

Znane dzieła w tonacji D-dur:
- Johann Sebastian Bach – Magnificat BWV 243 (wersja pierwotna skomponowana w tonacji Es-dur, oznaczana w katalogu W. Schmiedera jako BWV 243a, została później transponowana przez Bacha do obecnej tonacji)
- Ludwig van Beethoven – II Symfonia, Missa Solemnis, Koncert skrzypcowy, trio fortepianowe Geistertrio, XV Sonata fortepianowa Pastoralna
- Johannes Brahms – II Symfonia, Koncert skrzypcowy
- Piotr Czajkowski – Koncert skrzypcowy
- Wolfgang Amadeus Mozart – XXXVIII symfonia (KV 504) Praska
- Siergiej Prokofjew – Symfonia Klasyczna
- Carl Stamitz – Koncert altówkowy
- Johann Pachelbel – Kanon
- Johan Joachim Agrell – Symfonia op.1, nr 1